# Ceroplastes longicauda
Ceroplastes longicauda är en insektsart. Ceroplastes longicauda ingår i släktet Ceroplastes och familjen skålsköldlöss.

## Underarter
Arten delas in i följande underarter:
- C. l. longicauda
- C. l. sapii